# Signe Schlichtkrull
Signe Schlichtkrull (født 1969 i Sønderborg) er en dansk forfatter uddannet fra Forfatterskolen i 1998. Hun debuterede i 1994 med digte i Hvedekorn og i bogform i 2009 med romanen Fogeden. Hun modtog i 1995 prisen som Årets Skovhuslyriker. Statens Kunstfond tildelte i 1999 forfatteren det 2-årige igangsætningsstipendium.
Signe Schlichtkrull er desuden uddannet journalist fra Danmarks Journalisthøjskole i 1996.

## Udgivelser
- Fogeden, Samleren, 2009 (roman) ISBN 978-87-638-1142-2